# 港澳信義會慕德中學

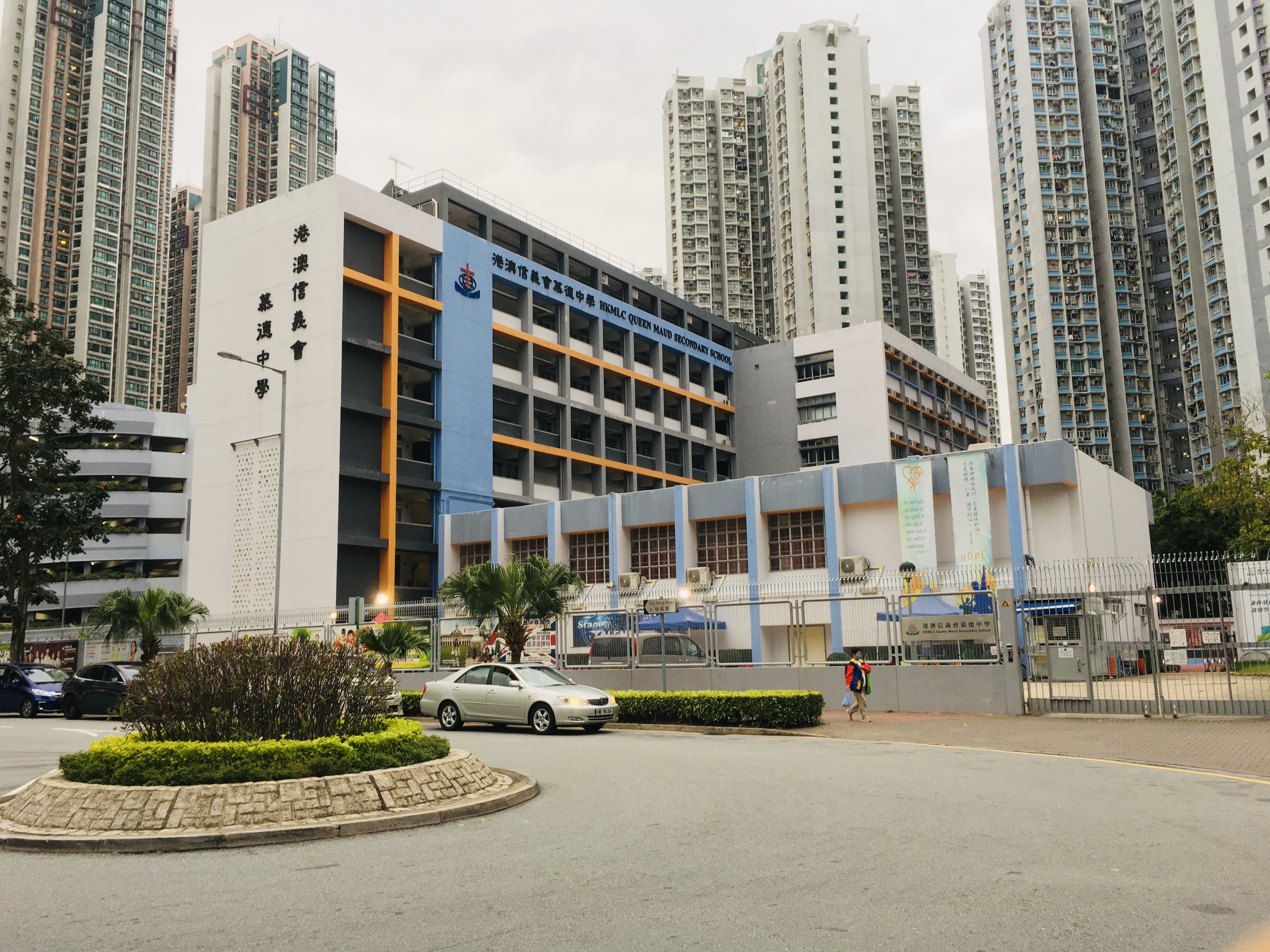
港澳信義會慕德中學東面（2021年3月）

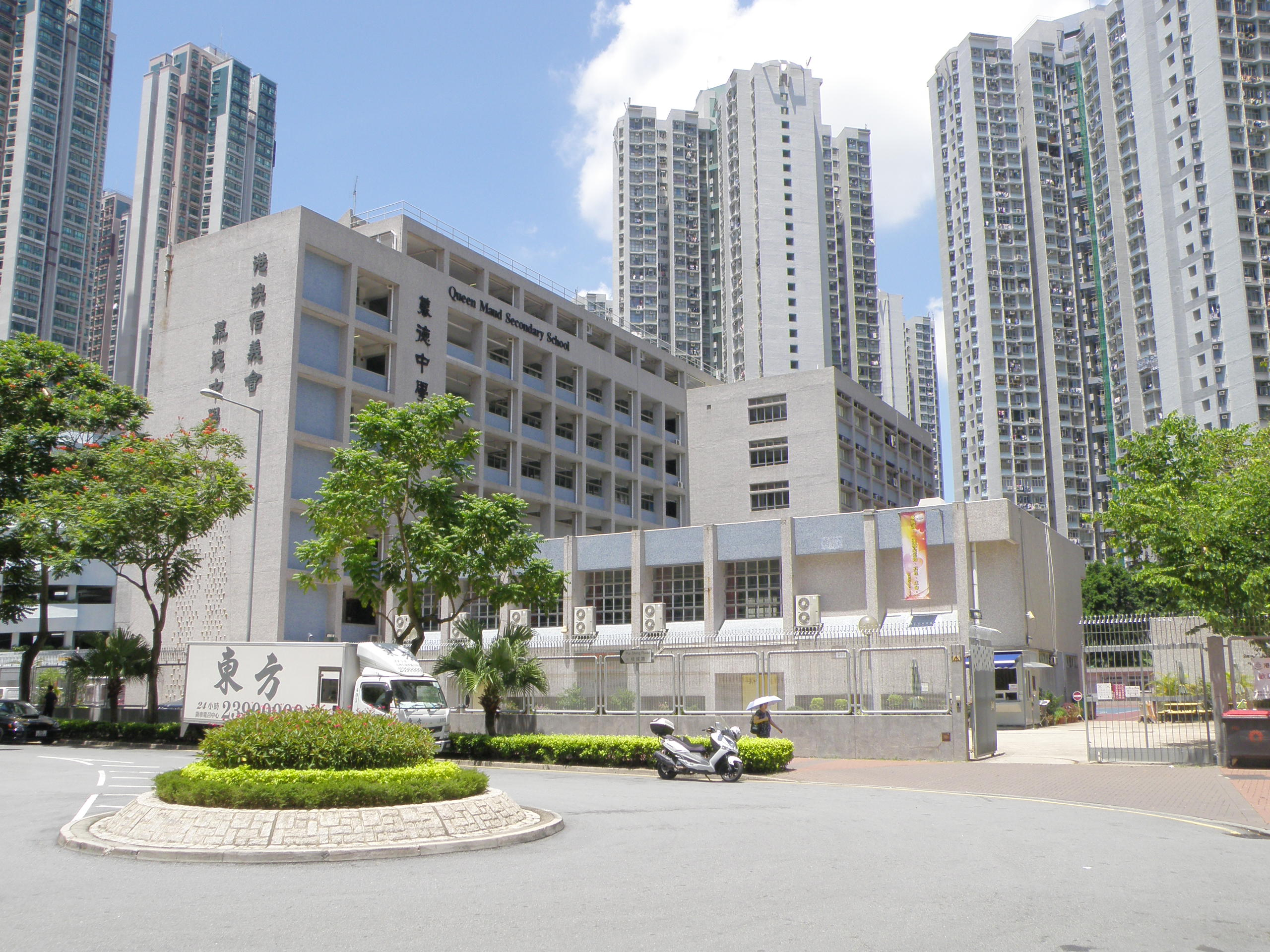
港澳信義會慕德中學東面（2015年8月，翻新前）

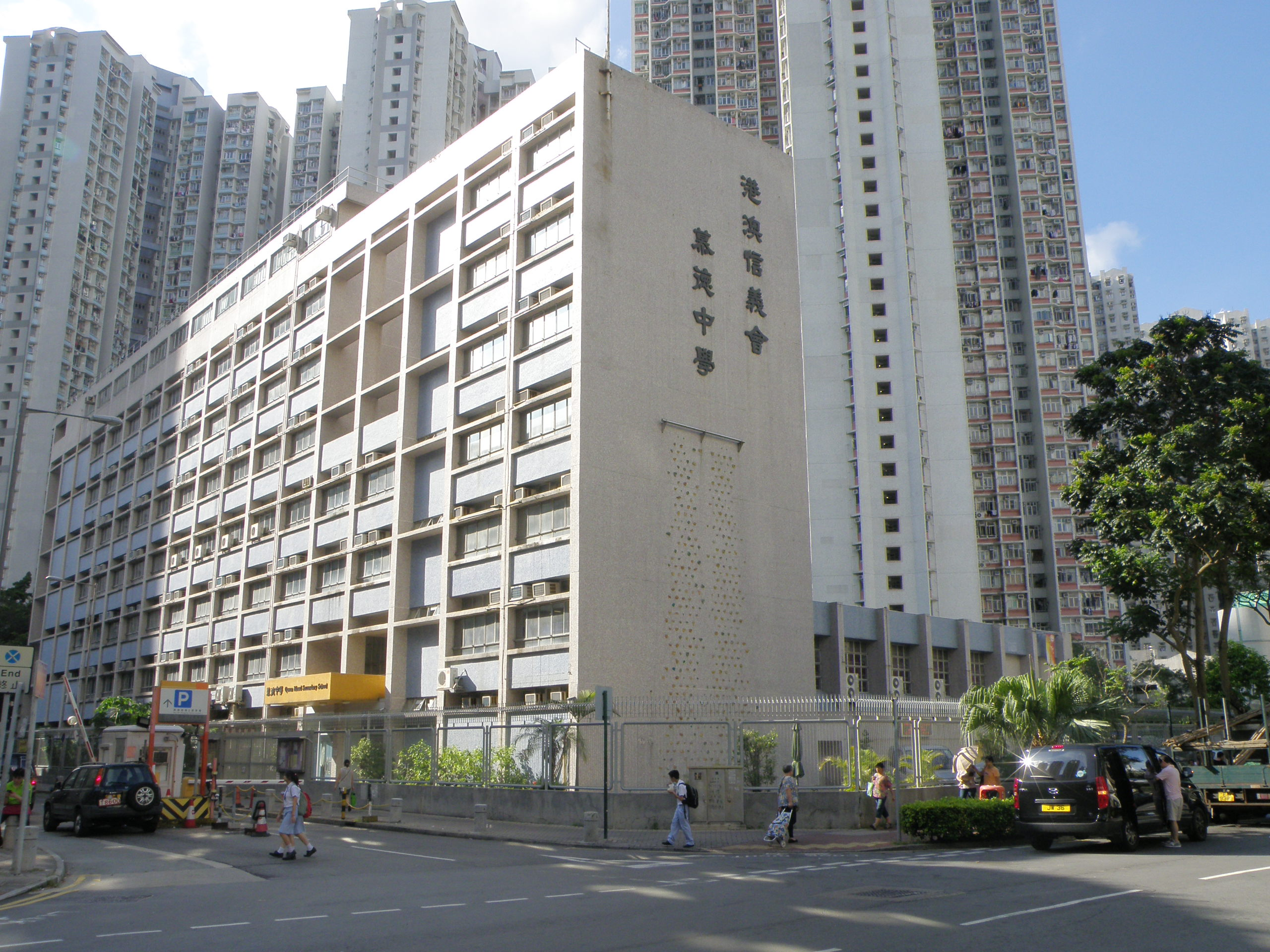
港澳信義會慕德中學南面（2015年8月，翻新前）

港澳信義會慕德中學（英語：H.K.M.L.C. Queen Maud Secondary School）是位於香港將軍澳坑口的男女津貼中學，為一所基督教學校及紀念挪威慕德王后，位於將軍澳厚德邨第三期。校舍面積共3,000平方米。該校為調景嶺第一所學校，創校當時名為信義中學，後於1993年遷入位於將軍澳厚德邨第三期的新校舍。提供中一至中六全日制課程。

## 歷史發展
1950年，挪威傳教士顧永榮牧師於香港島摩星嶺建立「難童義務學校」，學校於1952年遷到調景嶺兼更名為「香港信義中學」，是調景嶺第一所學校，1953年增辦高中及幼稚園。後來「挪威救濟難民協會」於1960年撥款20萬元讓校方興建兩層新型教室，同年10月為紀念挪威已故女皇「慕德皇后」（Queen Maud）而更名為「慕德中學」。當時校舍由大成建築公司代表許大同承建工程，挪威總領事殷士達主持開幕禮。1962年6月，香港信義中學獲教育處批准註冊新校名。直至1975年，學校由私立辦學轉為接受政府買位中學。1978年獲政府之批准轉為按額資助英文中學，同年舉辦首屆陸運會。1982年獲教育處批准成為政府津貼中學，主辦機構「挪威信義差會」（前稱挪威豫鄂陝信義差會）則於1985年將主辦權轉予「港澳信義會」。
1988年至2001年，港澳信義會慕德中學經年幾度變遷，包括於1993年將校舍從調景嶺搬遷至將軍澳厚德邨第三期現址，推動電腦科技之應用以及革新課程與教學。其時學校開始進入正規時期。該校以生物﹑歷史及地理科會考及高考成績優良為名。2006年，該校成立「慕德校園電視台」，2007年曾進行校園增繕工程，亦擴建大堂。與香港以外學校關係方面，港澳信義會慕德中學校方於2005年先後跟上海市向明中學、新北市中和區積穗國民中學以及廣州市第八十六中學結為姊妹學校。2005年及2008年分別再與廣州市第十七中學（2005年）、韶關市翁源中學（2008年）以及深圳實驗學校（2008年）締結友好學校。為促進校務管理，該校於2006年9月成立法團校董會。
2011年，李立仁牧師接任校監一職。2015年9月，劉楊靜嫻女士榮休，任教20年的陳漢明副校長接任校長一職。同年，於慕德任教超過20年中文、音樂及宗教科的梅浩基老師離任，並榮升至大埔區的中華基督教會馮梁結紀念中學擔任校長一職。2015年11月27日，港澳信義會慕德中學六十五週年校慶。學校舉行全校拼字及校慶感恩崇拜。2018年，校監李立仁牧師榮休，並由梁溢敏牧師接任。2018年9月1日，本校湯皓勛副主任榮升至副校長一職，陸志豪主任榮升至助理校長及勞工子弟中學鄧耀南副校長榮升至港澳信義會慕德中學副校長一職。2019年7月15日，任教本校20多年的音樂科呂國璋老師榮休。

## 歷屆行政人員

### 監督/校監
- 鄭錫安 牧師（約1970年代內）[9]
- 曾鳴新 牧師（1987年–1994年，首任校監）
- 魏榮 牧師（1994年–1995年）
- 子浪 牧師（1995年–2011年）
- 李立仁 牧師（2011年–2018年）
- 梁溢敏 牧師（2018年起，現任校監）

### 校長
- 劉之仁 先生（1950年–1951年，創校校長）
- 顧永榮 牧師（1951年–1952年）
- 張世傑 先生（1952年–1953年）
- 周繼殷 先生（1953年–1956年）
- 鄭錫安 牧師（1956年–1961年）
- 楊遠 先生（1961年–1968年）
- 何愛倫 教士（1968年–1969年）
- 彭壽延 先生（1970年–1973年）
- 鄭創豐 先生（1973年–1986年）
- 鄭重 醫生（1986年–1987年）
- 李成新 博士[10]（1987年–1988年；原崇真書院校長，後轉職至嶺南鍾榮光博士紀念中學）
- 丘日謙 先生（1988年–2001年；後轉職至真道書院）[11]
- 劉楊靜嫻 女士（2001年–2015年）
- 陳漢明 先生（2015年–2021年；首年為署任，後獲真除）
- 張廸生 先生（2021年–2025年）
- 陸志豪 先生 (2025年-)

## 校園組織
港澳信義會慕德中學設有6個學社：
- 慕（Admiration，紅色）
- 德（Virtue，橙色）
- 信（Faith，黃色）
- 義（Righteousness，綠色）
- 仁（Benevolence，藍色）
- 愛（Love，紫色）

## 班級編制
中一至中三：
- P（美班）
- K（善班）
- T（真班）
- W（智班）

（除中國語文、中史，體育課和生活與社會及部分科目外，P班為全英語教學班別）
中四至中六：
由選修科而編定學生的班別，開設科目如下:
- 生物
- 化學
- 物理
- 中國歷史
- 歷史
- 地理
- 經濟
- 企業、會計與財務概論
- 旅遊與款待
- 健康管理與社會關懷
- 視覺藝術
- 數學延伸單元

該校以生物﹑歷史及地理科公開考試成績優良為名。

## 鄰近建築
- 天主教鳴遠中學
- 坑口站
- 坑口（北）巴士總站
- 東港城
- 厚德商場
- 厚德街市
- 西貢將軍澳政府綜合大樓
- 將軍澳（寶寧路）普通科門診診所
- 將軍澳醫院
- 坑口體育館
- 明德邨
- 富寧花園
- 蔚藍灣畔
- 連理街
- 頌明苑
- 裕明苑
- 安寧花園

## 外部連結
- 港澳信義會慕德中學網頁
- （页面存档备份，存于）